# Liste von Internaten in Österreich
Die folgende Liste umfasst Internate in der Republik Österreich.

## Liste
| Name | Bild | Ort                                                         | Gründung                                                | Schüler                                     | Träger                                                                                     |
| --- | ---- | ----------------------------------------------------------- | ------------------------------------------------------- | ------------------------------------------- | ------------------------------------------------------------------------------------------ |
| Altenburger Sängerknaben                                                                                   |      | Gemeinde Altenburg bei Horn                                 | 1961                                                    |                                             | Stift Altenburg                                                                            |
| Berufsschule Attnang                                                                                       |      | Attnang-Puchheim in Oberösterreich                          | 1945                                                    | etwa 1150                                   |                                                                                            |
| Landesberufsschule Bad Gleichenberg                                                                        |      | Bad Gleichenberg im Vulkanland in der Oststeiermark         | 1950/53                                                 |                                             | Steiermärkische Landesregierung                                                            |
| Collegium Bernardi                                                                                         |      | Bregenz-Mehrerau                                            | 1854                                                    | 266 (2011/12)                               | Territorialabtei Wettingen-Mehrerau/Katholische Kirche in Österreich                       |
| Höhere Bundeslehranstalt für Forstwirtschaft Bruck an der Mur                                              |      | Bruck an der Mur in der Steiermark                          | 1900                                                    | 406                                         | Republik Österreich                                                                        |
| Werkschulheim Felbertal                                                                                    |      | Ebenau im Flachgau                                          | 1951                                                    |                                             | Verein zur Förderung von Werkschulheimen                                                   |
| Europagymnasium Baumgartenberg                                                                             |      | Baumgartenberg im Bezirk Perg                               | 1141                                                    |                                             | Stift Heiligenkreuz                                                                        |
| Schloss Stein                                                                                              |      | Petzelsdorf bei Fehring                                     |                                                         |                                             |                                                                                            |
| Landesberufsschule Feldbach                                                                                |      | Steiermark                                                  | 1959                                                    | etwa 1.300 (2009/10)                        | Land Steiermark                                                                            |
| Schloss Goldenstein                                                                                        |      | Salzburg                                                    | Mittelalter, Schule 1597                                |                                             |                                                                                            |
| Odilien-Blindeninstitut                                                                                    |      | Graz                                                        | 1880                                                    |                                             |                                                                                            |
| Institut der Schulschwestern zu Graz                                                                       |      | Eggenberg (Graz)                                            | 1843                                                    |                                             | Ordensfamilie der Franziskanerinnen                                                        |
| BG/BORG Graz Liebenau                                                                                      |      | Liebenau, dem 7. Bezirk von Graz                            | 1854                                                    | ca. 1000                                    | Bund                                                                                       |
| Landwirtschaftliche Fachschule Grottenhof-Hardt                                                            |      | Thal bei Graz in der Steiermark                             |                                                         |                                             | Republik Österreich                                                                        |
| Bäuerliches Schul- und Bildungszentrum für Vorarlberg                                                      |      | Hohenems, Vorarlberg                                        | 1920                                                    |                                             | Land Vorarlberg                                                                            |
| Schloss Hohenlehen                                                                                         |      | Hollenstein an der Ybbs im Bezirk Amstetten                 | 1949                                                    | ca. 140                                     | Land Niederösterreich                                                                      |
| HTL Hollabrunn                                                                                             |      | Hollabrunn                                                  | 1976                                                    | 1252 (Stand 2014/15)                        | Republik Österreich                                                                        |
| Montessori-Schule Prein an der Rax                                                                         |      | Prein an der Rax                                            | 2016                                                    |                                             | Verein "Montessori-Initiative Wieden"                                                      |
| Tourismusschulen Villa Blanka                                                                              |      | Innsbruck                                                   | 1950                                                    | etwa 230                                    | Wirtschaftskammer Tirol(Fachgruppen Gastronomie und Hotellerie)                            |
| Institut St. Josef                                                                                         |      | Feldkirch                                                   | 1891                                                    |                                             |                                                                                            |
| Holztechnikum Kuchl                                                                                        |      | Kuchl, Salzburg                                             | 1943                                                    | 386 davon 42 Schülerinnen (Stand März 2018) | Verein Holztechnikum Kuchl                                                                 |
| Realgymnasium des Schulvereines am Benediktinerstift Lambach                                               |      | Lambach                                                     | 1056 (Schulform: 1948)                                  | 350                                         | Schulverein am Benediktinerstift Lambac                                                    |
| Landesinstitut für Hörbehinderte                                                                           |      | Salzburg im Stadtteil Lehen                                 | 17. Jahrhundert, Schule seit 1949                       |                                             |                                                                                            |
| Landwirtschaftliche Fachschule Hatzendorf                                                                  |      | Steiermark                                                  | 1950                                                    |                                             |                                                                                            |
| Bischöfliches Gymnasium Petrinum                                                                           |      | Linzer Stadtteil Urfahr                                     | 1897                                                    | 532 (Stand 2012)                            |                                                                                            |
| Meinhardinum Stams                                                                                         |      | Stams im Bezirk Imstin Tirol                                | 1949                                                    |                                             | Stift Stams                                                                                |
| HTL Mödling                                                                                                |      | Mödling                                                     | 1717                                                    | zirka 3500                                  |                                                                                            |
| HTL Pinkafeld                                                                                              |      | Pinkafeld, Burgenland                                       | 1967                                                    | etwa 1400                                   | Bundesschule                                                                               |
| Höhere Bundeslehr- und Forschungsanstalt Raumberg-Gumpenstein                                              |      | Irdning-Raumberg                                            | 1947                                                    |                                             |                                                                                            |
| Landwirtschaftliche Landeslehranstalt Rotholz                                                              |      | Strass im Zillertal, im Unterinntal bei Jenbach             | 1879 (als Fachschule für Milchwirtschaft und Viehzucht) |                                             | Land Tirol                                                                                 |
| Bundesgymnasium und Sportrealgymnasium HIB Saalfelden                                                      |      | Saalfelden am Steinernen Meer, Salzburg                     | 1956                                                    |                                             | Bund                                                                                       |
| Privatgymnasium Borromäum                                                                                  |      | Salzburg                                                    | 1849                                                    |                                             | privat                                                                                     |
| Stift Sankt Florian                                                                                        |      | St. Florian nahe Linz in Oberösterreich                     |                                                         |                                             |                                                                                            |
| Schloss Tanzenberg                                                                                         |      | Sankt Veit an der Glan in Kärnten                           | 1946 als Gymnasium                                      |                                             |                                                                                            |
| Internatsschule für Schisportler Stams                                                                     |      | Stams nahe Innsbruckin Tirol                                | 1967                                                    |                                             | Verein Internatsschule für Skisportler Stams; Republik Österreich, Land Tirol, Stift Stams |
| Theresianische Militärakademie                                                                             |      | Wiener Neustadt                                             | 1751                                                    |                                             | BMLV (staatlich)                                                                           |
| Tourismusschulen Bad Gleichenberg                                                                          |      | Bad Gleichenberg                                            | 1946                                                    | 310                                         | Wirtschaftskammer Steiermark und die Fachgruppen Gastronomie und Hotellerie                |
| HBLA Ursprung                                                                                              |      | Gemeinde Elixhausen im österreichischen Bundesland Salzburg |                                                         | etwa 380                                    | Republik Österreich                                                                        |
| Höhere Internatsschule des Bundes Wien                                                                     |      | Wien                                                        | 1920                                                    |                                             | Republik Österreich                                                                        |
| Wiener Sängerknaben                                                                                        |      | Wien                                                        | 1498                                                    |                                             |                                                                                            |
| Schulzentrum Ungargasse                                                                                    |      | Wiener Gemeindebezirk Landstraße                            | 1945                                                    | knapp 1000 Schüler                          |                                                                                            |
| Stift Wilten                                                                                               |      | Innsbruck                                                   | 1138                                                    |                                             |                                                                                            |
| Schloss Winkl                                                                                              |      | Oberalm bei Hallein                                         | 1902                                                    |                                             |                                                                                            |
| Bundeshandelsakademie für Führung und Sicherheit an der Theresianischen Militärakademie in Wiener Neustadt |      | Wiener Neustadt                                             | 2019                                                    | [ 1 ]                                       | Bund                                                                                       |

### Ehemalige
| Name                     | Bild | Ort | Gründung        | Schließung | Träger                 |
| ------------------------ | ---- | --- | --------------- | --- | ---------------------- |
| Höhere Internatsschule   |      | vier Standorte, siehe Höhere Internatsschule#Frühere Standorte, heute: - Höhere Internatsschule des Bundes Wien - BG/BORG Graz Liebenau - Bundesrealgymnasium Schloss Traunsee - und Bundesgymnasium und Sportrealgymnasium HIB Saalfelden | 1919            | Seit 1976 in Höhere Internatsschulen des Bundes (HIB)umbenannt und werden seit dem Jahre 1982 koedukativ geführt. | Unterrichtsministerium |
| Knabenseminar Hollabrunn |      | Hollabrunn | 1. Oktober 1856 | 1938 |                        |
| Marketenderschlössl      |      | Mönchsberg, einem der Innenstadtberge von Salzburg. |                 | |                        |
| Stella Matutina          |      | Feldkirch | 1856            | 1979 | Jesuitenorden          |
| Kremsmünster             |      | Kremsmünster | 18xx            | 2012 | Benediktiner           |